# Хенераль-Энрике-Мартинес
Хенераль-Энрике-Мартинес (исп. General Enrique Martínez) — населённый пункт в восточной части Уругвая, в департаменте Трейнта-и-Трес.

## География
Расположен на северном берегу реки Себольяти, на восточной оконечности автомобильной дороги № 17, примерно в 60 км от административного центра департамента, города Трейнта-и-Трес. Абсолютная высота — 2 метра над уровнем моря.

## История
15 октября 1963 года получил статус села (Pueblo) согласно указу № 13.167.

## Население
Население по данным на 2011 год составляет 1430 человек.
| Год  | Население |
| ---- | --------- |
| 1963 | 931       |
| 1975 | 956       |
| 1985 | 979       |
| 1996 | 1342      |
| 2004 | 1513      |
| 2011 | 1430      |

Источник: Instituto Nacional de Estadística de Uruguay